# 萨瑞瓢蜡蝉属
萨瑞瓢蜡蝉属（学名：Sarimodes）是瓢蜡蝉科下的一个属。

## 下属物种
本属包括以下物种：
- 棒突萨瑞瓢蜡蝉 Sarimodes clavatus Meng & Wang, 2016
- 平突萨瑞瓢蜡蝉 Sarimodes parallelus Meng & Wang, 2016
- 萨瑞瓢蜡蝉 Sarimodes taimokko Matsumura, 1916